# وزنه‌برداری در المپیک تابستانی ۲۰۲۰ – ۶۱ کیلوگرم مردان
۶۱ کیلوگرم مردان یکی از رویدادهای وزنه‌برداری در المپیک تابستانی ۲۰۲۰ است که در تاریخ ۲۵ ژوئیه ۲۰۲۱ در توکیو اینترنشنال فورم برگزار شد.

## رکوردها
| رکورد جهان   | یک‌ضرب | لی فابین (CHN)         | ۱۴۵ ک‌گ | ۱۹ سپتامبر ۲۰۱۹ | پاتایا، تایلند     |
| رکورد جهان   | دوضرب | اکو یولی ایراوان (INA) | ۱۷۴ ک‌گ | ۳ نوامبر ۲۰۱۸   | عشق‌آباد، ترکمنستان |
| رکورد جهان   | مجموع | لی فابین (CHN)         | ۳۱۸ ک‌گ | ۱۹ سپتامبر ۲۰۱۹ | پاتایا، تایلند     |
| رکورد المپیک | یک‌ضرب | استاندارد المپیک       | ۱۴۲ ک‌گ | ۱ نوامبر ۲۰۱۸   | —                  |
| رکورد المپیک | دوضرب | استاندارد المپیک       | ۱۷۱ ک‌گ | ۱ نوامبر ۲۰۱۸   | —                  |
| رکورد المپیک | مجموع | استاندارد المپیک       | ۳۱۸ ک‌گ | ۱ نوامبر ۲۰۱۸   | —                  |

| وزنه‌برداری در بازی‌های المپیک تابستانی ۲۰۲۰ | وزنه‌برداری در بازی‌های المپیک تابستانی ۲۰۲۰ | وزنه‌برداری در بازی‌های المپیک تابستانی ۲۰۲۰ | وزنه‌برداری در بازی‌های المپیک تابستانی ۲۰۲۰ | وزنه‌برداری در بازی‌های المپیک تابستانی ۲۰۲۰ | وزنه‌برداری در بازی‌های المپیک تابستانی ۲۰۲۰ |
| ------------------------------------------ | ------------------------------------------ | ------------------------------------------ | ------------------------------------------ | ------------------------------------------ | ------------------------------------------ |
| مردان                                      | مردان                                      | مردان                                      | زنان                                       | زنان                                       | زنان                                       |
|                                            | ۶۱ ک‌گ                                      |                                            |                                            | ۴۹ ک‌گ                                      |                                            |
|                                            | ۶۷ ک‌گ                                      |                                            |                                            | ۵۵ ک‌گ                                      |                                            |
|                                            | ۷۳ ک‌گ                                      |                                            |                                            | ۵۹ ک‌گ                                      |                                            |
|                                            | ۸۱ ک‌گ                                      |                                            |                                            | ۶۴ ک‌گ                                      |                                            |
|                                            | ۹۶ ک‌گ                                      |                                            |                                            | ۷۶ ک‌گ                                      |                                            |
|                                            | ۱۰۹ ک‌گ                                     |                                            |                                            | ۸۷ ک‌گ                                      |                                            |
|                                            | +۱۰۹ ک‌گ                                    |                                            |                                            | +۸۷ ک‌گ                                     |                                            |

## نتایج
| رتبه | ورزشکار                | کشور            | گروه | وزن بدن | یک‌ضرب | یک‌ضرب | یک‌ضرب | یک‌ضرب | دوضرب | دوضرب | دوضرب | دوضرب  | مجموع  |
| رتبه | ورزشکار                | کشور            | گروه | وزن بدن | ۱     | ۲     | ۳     | نتیجه | ۱     | ۲     | ۳     | نتیجه  | مجموع  |
| ---- | ---------------------- | --------------- | ---- | ------- | ----- | ----- | ----- | ----- | ----- | ----- | ----- | ------ | ------ |
| 1    | لی فابین               | چین             | A    | ۶۰.۹۰   | ۱۳۷   | ۱۳۷   | ۱۴۱   | ۱۴۱   | ۱۶۶   | ۱۷۲   | ۱۷۸   | ۱۷۲ OR | ۳۱۳ OR |
| 2    | اکو یولی ایروان        | اندونزی         | A    | ۶۰.۸۰   | ۱۳۷   | ۱۴۱   | ۱۴۱   | ۱۳۷   | ۱۶۵   | ۱۷۷   | ۱۷۷   | ۱۶۵    | ۳۰۲    |
| 3    | ایگور سون              | قزاقستان        | A    | ۶۰.۲۵   | ۱۲۶   | ۱۳۱   | ۱۳۴   | ۱۳۱   | ۱۵۶   | ۱۶۲   | ۱۶۳   | ۱۶۳    | ۲۹۴    |
| ۴    | یوییچی ایتوکازو        | ژاپن            | A    | ۶۰.۸۵   | ۱۳۰   | ۱۳۰   | ۱۳۳   | ۱۳۳   | ۱۵۸   | ۱۵۹   | ۱۶۲   | ۱۵۹    | ۲۹۲    |
| ۵    | سراج السلیم            | عربستان سعودی   | A    | ۶۰.۹۰   | ۱۲۴   | ۱۲۷   | ۱۲۹   | ۱۲۹   | ۱۵۹   | ۱۶۶   | ۱۶۶   | ۱۵۹    | ۲۸۸    |
| ۶    | داویده روییو           | ایتالیا         | A    | ۶۰.۹۰   | ۱۲۳   | ۱۲۷   | ۱۳۱   | ۱۲۷   | ۱۵۳   | ۱۵۹   | ۱۵۹   | ۱۵۹    | ۲۸۶    |
| ۷    | شوتا میشولیدزه         | گرجستان         | A    | ۶۰.۹۵   | ۱۳۰   | ۱۳۴   | ۱۳۵   | ۱۳۰   | ۱۵۵   | ۱۶۳   | ۱۶۵   | ۱۵۵    | ۲۸۵    |
| ۸    | لوئیس گارسیا           | جمهوری دومینیکن | B    | ۶۰.۹۵   | ۱۲۰   | ۱۲۰   | ۱۲۴   | ۱۲۰   | ۱۵۴   | ۱۵۴   | ۱۵۴   | ۱۵۴    | ۲۷۴    |
| ۹    | سیمون براندهوبر        | آلمان           | B    | ۶۱.۰۰   | ۱۲۳   | ۱۲۷   | ۱۲۷   | ۱۲۳   | ۱۴۲   | ۱۴۲   | ۱۴۵   | ۱۴۵    | ۲۶۸    |
| ۱۰   | موریا بارو             | پاپوآ گینه نو   | B    | ۶۱.۰۰   | ۱۱۳   | ۱۱۸   | ۱۱۸   | ۱۱۸   | ۱۴۷   | ۱۵۳   | ۱۵۳   | ۱۴۷    | ۲۶۵    |
| ۱۱   | اریک آندریانتسیتوهاینا | ماداگاسکار      | B    |         | ۱۰۵   | ۱۱۰   | ۱۱۴   | ۱۱۴   | ۱۴۰   | ۱۵۰   | ۱۵۴   | ۱۵۰    | ۲۶۴    |
| ۱۲   | مارکوس روخاس           | پرو             | B    |         | ۱۰۰   | ۱۰۵   | ۱۰۷   | ۱۰۵   | ۱۳۰   | ۱۳۹   | ۱۳۵   | ۱۳۵    | ۲۴۰    |
| –    | تواک کیم توآن          | ویتنام          | A    | ۶۰.۸۰   | ۱۲۶   | ۱۲۶   | ۱۳۰   | ۱۲۶   | ۱۵۰   | ۱۵۰   | ۱۵۳   | –      | –      |
| –    | کائو چان-هونگ          | چین تایپه       | A    | ۶۰.۷۰   | ۱۲۵   | ۱۲۸   | ۱۳۰   | ۱۲۵   | ۱۴۷   | ۱۴۷   | ۱۴۷   | –      | –      |